# Гаврилов, Алексей Максимович
Алексе́й Макси́мович Гаври́лов (4 марта 1928 — 8 июня 2015) — учёный в области земледелия, мелиорации почв, академик ВАСХНИЛ/РАСХН (1990), действительный член Российской академии наук (2013), заслуженный деятель науки РСФСР (1988), Почётный гражданин Волгоградской области, основатель научной школы «Сохранение и повышение плодородия почв».

## Биография
Родился на хуторе Секачи Комсомольского района (ныне в составе городского округа город Михайловка), Сталинградской губернии  (ныне Волгоградской области).
- Закончил агрономический факультет Сталинградского сельскохозяйственного института
- 1953 — начал работать в Сталинградском сельскохозяйственном институте (аспирант, доцент)
- 1967 — директор и основатель Волжского научно-исследовательского института орошаемого земледелия
- 1967 — присвоена степень доктора сельскохозяйственных наук
- 1969 — профессор
- 1968—1977 — заведующий кафедрой почвоведения и агрохимии Волгоградского сельскохозяйственного института
- 1977—1982 — проректор по учебной работе
- 1982—1998 — ректор Волгоградского сельскохозяйственного института (а затем — Волгоградской государственной сельскохозяйственной академии, позднее занимал должность советника ректора)
- 1990 — избрание академиком ВАСХНИЛ/РАСХН
- 2013 — академик Российской академии наук

Скончался 8 июня 2015 года. Похоронен на Димитриевском кладбище Волгограда.

## Основные труды
Автор более 250 научных и научно-практических работ (в том числе восемь книг, монографий, учебников, 12 брошюр и статей), главным образом по проблемам развития сухого и орошаемого земледелия, плодородия комплексных солонцовых почв, по растениеводству и кормопроизводству, освоению целинных земель. Руководил подготовкой 28 кандидатских диссертации и был консультантом 9 докторских диссертаций.
- Промежуточные культуры. — М.: Колос, 1965. — 338 с.
- Интенсивное использование орошаемых земель. — М.: Колос, 1971. — 310 с.
- Введение в агрономию. — М.: Колос, 1980. — 192 с.
- Повышение продуктивности промежуточных культур. — М.: Россельхозиздат, 1985. — 190 с.
- Плодородие почвы и урожай. Повышение плодородия почвы Нижнего Поволжья. — Волгоград : Нижне — Волж. кн. изд-во, 1989. — 335 с.
- Научные основы сохранения и воспроизводства плодородия почв в агроландшафтах Нижнего Поволжья: учеб. моногр. — Волгоград: Волгогр. с.-х. акад., 1997. — 182 с.
- Полевые севообороты и обработка светло-каштановых почв в сухостепной и полупустынной зонах / соавт. А. И. Беленков // Вестн. РАСХН. 2003. № 4. С.30-33.
- Становление и развитие агрономической науки в Волгоградской ГСХА // Аграр. наука. 2004. № 6. С.5.
- Проблемы охраны природы и рационального использования земельныз ресурсов / соавт. В. Ф. Лобойко // Вестн. АПК Волгогр. обл. 2007. № 1. С. 11-13.
- Продуктивность севооборотов на каштановых почвах Нижнего Поволжья / соавт. : В. М. Жидков, А. В. Зеленев // Докл. РАСХН. 2008. № 6. С. 36-37.
- «Почвоведение» (2007, учебник под ред. академика РАСХН Иванова А. Л.)
- «Система адаптивно-ландшафтного земледелия Волгоградской области на период до 2015 года» (2009, учебник под ред. академика РАСХН Иванова А. Л.)

## Награды
- орден «Знак Почёта» (1976)
- орден Почёта (29 декабря 1994) — за заслуги перед государством, успехи, достигнутые в труде, культуре, искусстве, большой вклад в укрепление дружбы и сотрудничества между народами[3]
- Заслуженный деятель науки РСФСР (1988)
- 8 медалей: «За освоение целинных земель» (1957), «50 лет начала освоения целинных земель» (2004), «За доблестный труд», «В ознаменование 100-летия со дня рождения В. И. Ленина» (1974), «Ветеран труда» (1985), «50 лет Победы в Великой Отечественной войне 1941—1945 гг.» (1995), «За доблестный труд в Великой Отечественной войне 1941—1945 гг.» (1995), «65 лет Победы в Великой Отечественной войне 1941—1945 гг.» (2009)[1]
- Почетный гражданин Волгоградской области (2003)
- Золотая медаль имени В. Р. Вильямса — за цикл работ по проблемам земледелия, мелиорации и кормопроизводства (2002, от имени Президиума Российской академии сельскохозяйственных наук)[1]
- лауреат первой премии Волгоградской области в сфере науки и техники (2008) — за учебник «Почвоведение»